# Trygaeus communis
Trygaeus communis är en havsspindelart som beskrevs av Dohrn, A. 1881. Trygaeus communis ingår i släktet Trygaeus och familjen Ammotheidae. Inga underarter finns listade i Catalogue of Life.